# Schmalspurbahn Orange–Buis-les-Baronnies
| Ein Zug im Bahnhof Buis-les-Baronnies |                     |                                       |                                       |
| Streckennummer (SNCF): | 931 000             |                                       |                                       |
| Streckenlänge: | 49,7 km             |                                       |                                       |
| Spurweite: | 1000 mm (Meterspur) |                                       |                                       |
| |                     |                                       |                                       |
| \| \| \| von Paris \| \| \| \| 0,00 \| Orange 47 m \| Orange 47 m \| \| \| \| nach Marseille \| \| \| \| 5,8 \| Camaret-sur-Aigues \| Camaret-sur-Aigues \| \| \| \| Eygues \| \| \| \| 11,7 \| Violès \| Violès \| \| \| 17,6 \| Sablet \| Sablet \| \| \| 20,0 \| Séguret \| Séguret \| \| \| 22,8 \| Roaix \| Roaix \| \| \| \| Ouvèze \| \| \| \| 28,1 \| Vaison-la-Romaine 209 m \| Vaison-la-Romaine 209 m \| \| \| \| Ouvèze \| \| \| \| 32,0 \| Crestet-Malaucène \| Crestet-Malaucène \| \| \| 34,7 \| Entrechaux \| Entrechaux \| \| \| \| Tunnel des Trois Rivières (150 m) \| \| \| \| \| 3 Rivières \| \| \| \| \| \| \| \| \| 40,7 \| Mollans-Propiac \| Mollans-Propiac \| \| \| \| \| \| \| \| 43,4 \| Pierrelongue \| Pierrelongue \| \| \| \| Viaduc Eiffel über die Ouvèze (450 m) \| \| \| \| \| Tunnel de la Cave (300 m) \| \| \| \| 46,9 \| Cost-Montbrun \| Cost-Montbrun \| \| \| 49,5 \| Buis-les-Baronnies 376 m \| Buis-les-Baronnies 376 m \| |                     |                                       |                                       |
| Strecke |                     | von Paris                             | von Paris                             |
| Bahnhof · Kopfbahnhof Streckenanfang (Strecke außer Betrieb) | 0,00                | Orange 47 m                           | Orange 47 m                           |
| Strecke nach rechts · Strecke (außer Betrieb) |                     | nach Marseille                        | nach Marseille                        |
| Bahnhof (Strecke außer Betrieb) | 5,8                 | Camaret-sur-Aigues                    | Camaret-sur-Aigues                    |
| Brücke über Wasserlauf (Strecke außer Betrieb) |                     | Eygues                                | Eygues                                |
| Bahnhof (Strecke außer Betrieb) | 11,7                | Violès                                | Violès                                |
| Bahnhof (Strecke außer Betrieb) | 17,6                | Sablet                                | Sablet                                |
| Haltepunkt / Haltestelle (Strecke außer Betrieb) | 20,0                | Séguret                               | Séguret                               |
| Bahnhof (Strecke außer Betrieb) | 22,8                | Roaix                                 | Roaix                                 |
| Brücke über Wasserlauf (Strecke außer Betrieb) |                     | Ouvèze                                | Ouvèze                                |
| Bahnhof (Strecke außer Betrieb) | 28,1                | Vaison-la-Romaine 209 m               | Vaison-la-Romaine 209 m               |
| Brücke über Wasserlauf (Strecke außer Betrieb) |                     | Ouvèze                                | Ouvèze                                |
| Bahnhof (Strecke außer Betrieb) | 32,0                | Crestet-Malaucène                     | Crestet-Malaucène                     |
| Haltepunkt / Haltestelle (Strecke außer Betrieb) | 34,7                | Entrechaux                            | Entrechaux                            |
| Tunnel (Strecke außer Betrieb) |                     | Tunnel des Trois Rivières (150 m)     | Tunnel des Trois Rivières (150 m)     |
| Brücke über Wasserlauf (Strecke außer Betrieb) |                     | 3 Rivières                            | 3 Rivières                            |
| Brücke (Strecke außer Betrieb) |                     |                                       |                                       |
| Bahnhof (Strecke außer Betrieb) | 40,7                | Mollans-Propiac                       | Mollans-Propiac                       |
| Brücke (Strecke außer Betrieb) |                     |                                       |                                       |
| Haltepunkt / Haltestelle (Strecke außer Betrieb) | 43,4                | Pierrelongue                          | Pierrelongue                          |
| Brücke über Wasserlauf (Strecke außer Betrieb) |                     | Viaduc Eiffel über die Ouvèze (450 m) | Viaduc Eiffel über die Ouvèze (450 m) |
| Tunnel (Strecke außer Betrieb) |                     | Tunnel de la Cave (300 m)             | Tunnel de la Cave (300 m)             |
| Haltepunkt / Haltestelle (Strecke außer Betrieb) | 46,9                | Cost-Montbrun                         | Cost-Montbrun                         |
| Kopfbahnhof Streckenende (Strecke außer Betrieb) | 49,5                | Buis-les-Baronnies 376 m              | Buis-les-Baronnies 376 m              |

Die Schmalspurbahn Orange–Buis-les-Baronnies war eine Schmalspurbahn in Meterspur, die von 1907 bis 1952 verkehrte und Orange im Rhône-Tal mit Buis-les-Baronnies in den Französischen Alpen verband. Dabei folgte die Bahnlinie größtenteils dem Verlauf der Flüsse Eygues und Ouvèze. Bereits 1938 wurde der Verkehr jedoch größtenteils auf die Straße verlagert, sodass nach dem Zweiten Weltkrieg nur noch ein Zugpaar täglich verkehrte.

## Geschichte
Erste Planungen einer Bahnstrecke von Orange aus in die Alpen sahen eine Linie zwischen Orange und Nyons durch das Tal der Eygues vor. Aber aufgrund der vielen Überschwemmungen des Flusses wurde dieser Plan zunächst wieder verworfen. Stattdessen folgte eine Linie von Pierrelatte nach Nyons, die am 18. Juni 1886 eröffnet wurde. 1885 kamen jedoch Pläne auf, eine Linie zwischen Orange und Buis-les-Baronnies zu bauen, wobei das Tal der Eygues nur zum Teil genutzt wurde und die Linien größtenteils dem Verlauf der Ouvèze folgte. Die offizielle Entscheidung für den Streckenbau war am 16. Juli 1896. Der Baubeginn verzögerte sich dennoch um einige Jahre. Die offizielle Eröffnung fand am 10. Mai 1907 statt. Zuständig für den Betrieb war die Compagnie des chemins de fer de Paris à Lyon et à la Méditerranée (kurz: PLM).
Mit der Übernahme der PLM durch die SNCF am 1. Januar 1938 im Zuge der Nationalisierung der französischen Eisenbahnen verlor die Strecke an Bedeutung. Dennoch fuhren bis 1952 noch Züge, meist aber nur ein Zugpaar pro Tag. Seit dem 12. November 1954 ist die Strecke endgültig stillgelegt. Heute ist die Strecke komplett abgebaut. Es zeugen nur noch einige Bahnanlagen, wie Tunnel, Brückenköpfe der Eisenbahnbrücken und Bahnhofsgebäude, sowie Bahndämme von ihrer einstigen Existenz.

## Streckenverlauf

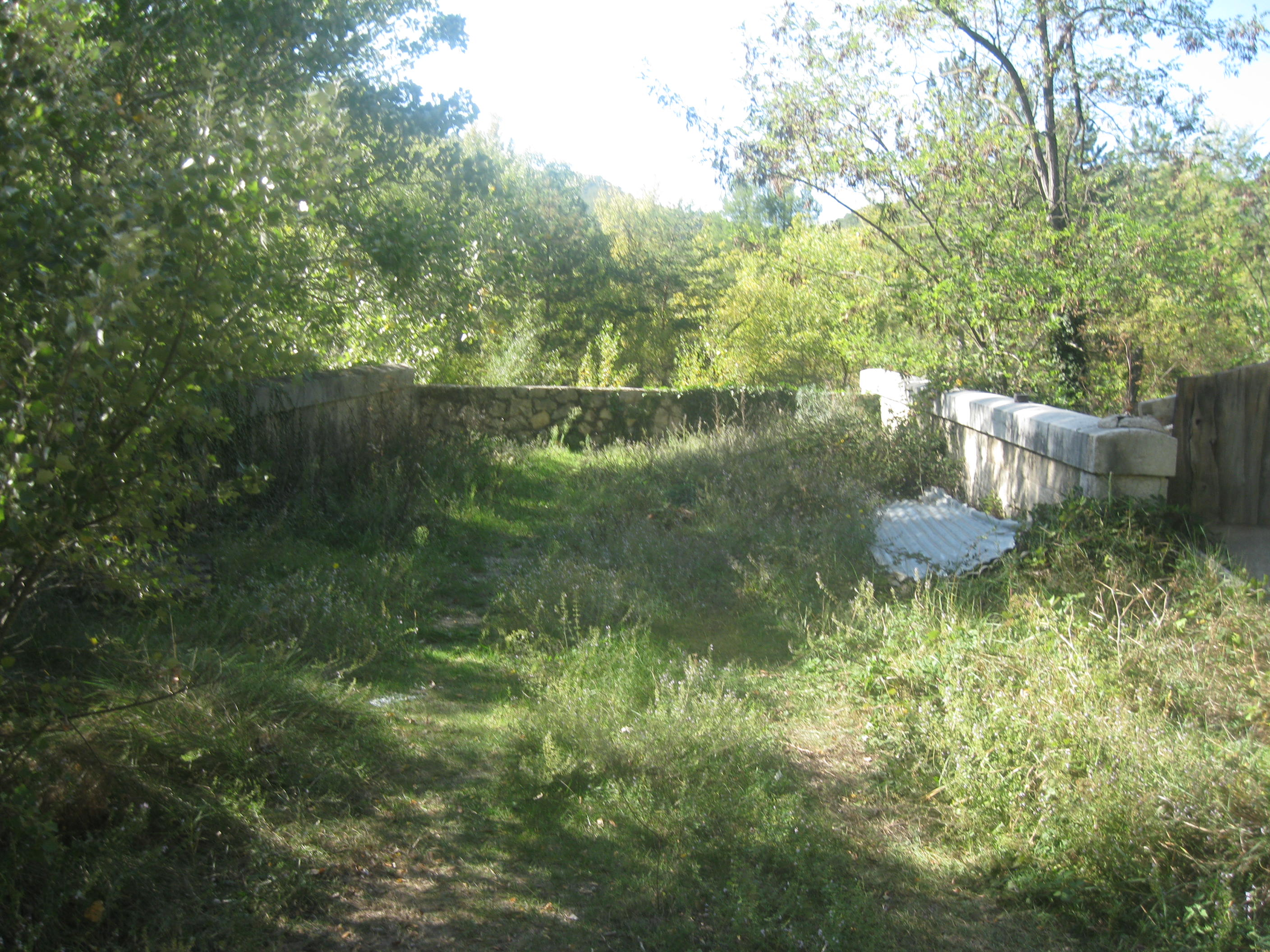
Überreste des Eiffel-Viaduktes zwischen Pierrelongue und Buis-les-Baronnies

Die Strecke begann am Bahnhof von Orange. Von dort führte sie zunächst durch das Tal des Eygues nach Camaret-sur-Aigues. Dort wand sie sich von der Eygues und führte durch ein Seitental durch Violès nach Sèguret. Ab hier folgte sie bis zu ihrem Ziel der Ouvèze. 
Mittelpunkt der Strecke war Vaison-la-Romaine, wo die Bahnstrecke ähnlich einer Straßenbahn durchs Ortszentrum verlief. Nur wenige Kilometer hinter dem Bahnhof Vaison überschreitet die Bahn die Départementsgrenze Vaucluse-Drôme. Von hier führte die Strecke hinauf nach Buis und überwand hierbei ihren steilsten und landschaftlich reizvollsten Abschnitt.
Auf ihrem Verlauf überquerte die Bahn mehrmals die Ouvèze, zuletzt zwischen Buis und Pierrelongue in Form eines imposanten Viaduktes von Alexandre Gustave Eiffel. Die anderen Brücken waren gewöhnliche Steinbrücken. Aufgrund des recht breiten Tales der Ouvèze waren kaum Tunnel nötig.
Insgesamt war die Strecke 49,94 Kilometer lang, überwand auf ihrem Verlauf ca. 300 Höhenmeter und hatte damit ein durchschnittliches Gefälle von sechs Promille. In den Ortslage war sie teilweise als Straßenbahn im Straßenraum angelegt. Diese Ortsdurchfahrten waren ein Nadelöhr auf der Strecke und es kam nicht selten zu Unfällen.

## Fahrzeuge
Auf der Strecke verkehrten die folgenden Lokomotiven:
- Die Nummern 3993–3994 (1'C n2t) wurden von Decauville geliefert.
- Die Nummern 3995–3998 (1'C n2t) wurden von Corpet-Louvet geliefert (Fabriknummern 1108–1111).

Nach Ende des Zugverkehrs auf der Strecke wurden zwei Wagen an die Chemin de fer de la baie de Somme verkauft.

## Überreste

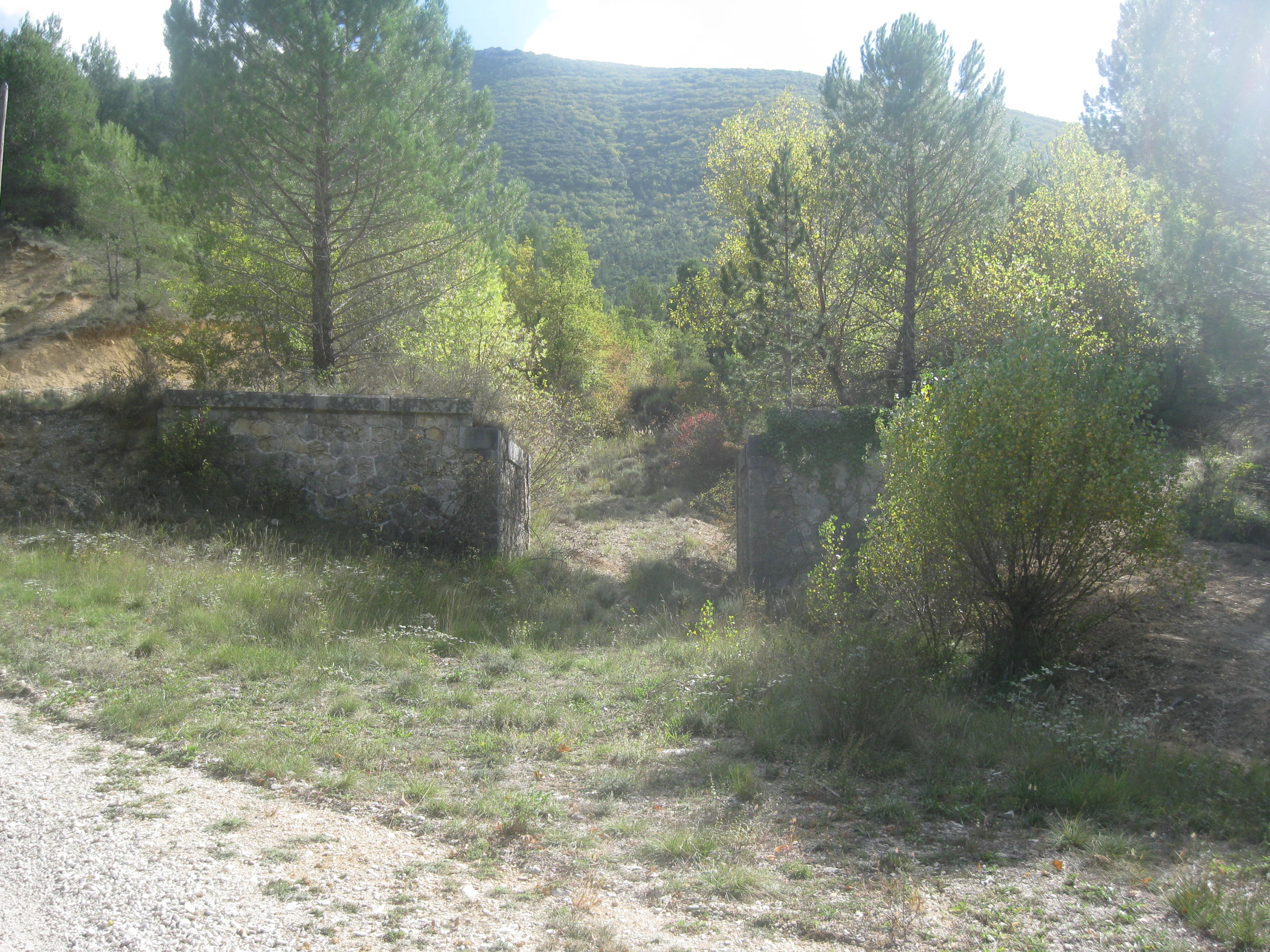
Reste einer Brücke am ehemaligen Bahnhof Pierrelongue

- Der Tunnel des Trois Rivières wird heute als Straßentunnel auf der größtenteils auf der Bahntrasse verlaufenden Straße von Crestet nach Mollans-sur-Ouvèze genutzt.
- Der Tunnel de la Cave dient teilweise als Weinkeller. Unmittelbar gegenüber befand sich der größte Viadukt der Strecke, von dem nur die beiden Brückenkopfe erhalten sind.
- Am ehemaligen Bahnhof Pierrelongue kann man ebenfalls eine ehemalige Brücke erkennen, deren Funktion heute nicht mehr nachvollziehbar ist (siehe rechtes Bild). Eine weitere ehemalige Brücke befindet sich in der Nähe von Mollans-sur-Ouvèze.